# Ломоносово (Башкортостан)

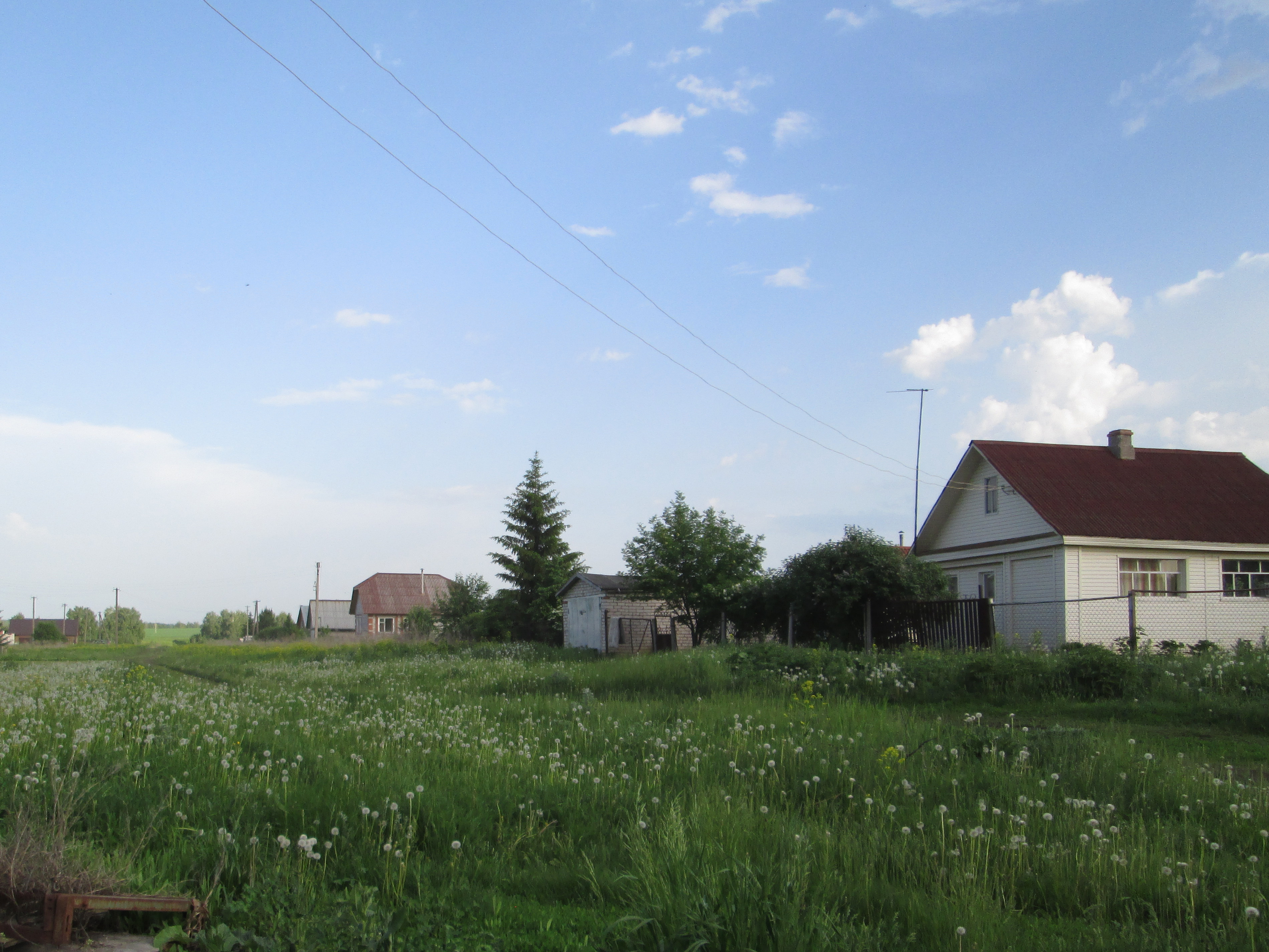

Ломоно́сово (баш. Ломоносов) — деревня в Чишминском районе Республики Башкортостан Российской Федерации. Входит в состав Новотроицкого сельсовета.

## География
Деревня находится на правом берегу речки Бильязы. Расстояние до:
- районного центра (Чишмы): 31 км,
- центра сельсовета (Новотроицкое): 11 км,
- ближайшей ж/д станции (Чишмы): 31 км.

## История
Деревня основана в середине XIX века на землях госпожи Ломоносовой (в честь которой и получила нынешнее название). В конце 1865 года зафиксирована как деревня Бельяза (Ломоносовка, Николаевка) 1-го стана Уфимского уезда Уфимской губернии при речке Бельязе. Жители занимались сельским хозяйством и пилкой леса.
В 1895 году — деревня Осоргинской волости VI стана Уфимского уезда, при речке Бильязе. Имелся хлебозапасный магазин. По описанию, данному в «Оценочно-статистических материалах», деревня Ломоносова находилась по ровному возвышенному месту со склонами на северо-восток и восток, при слиянии речек Бельязы и Шатры, пригодных для мельниц. Надел находился в одном месте, селение — на северо-западе надела. В последнее время усадьба и огороды увеличились за счёт выгона, а луга — за счёт пашни. Поля были по ровному месту, до 1 версты от селения, почва — чернозём. Для выпаса скота арендовалось паровое поле (до посева). Имелся лес в одном участке, по ровному месту.
В 1912 году открылась земская школа. По данным подворной переписи, проведённой в уезде в 1912—13 годах, деревня Ломоносова (Бильяза) входила в состав Ломоносовского сельского общества Осоргинской волости. Количество надельной земли составляло 243 казённые десятины (из неё 35,05 сдано в аренду 12 хозяйствами), в том числе 13 десятин усадебной земли, 212 десятины пашни и залежи, 9 — выгона и 9 десятин неудобной земли. Также 45 хозяйств купили 41,25 десятины земли единолично и 302,25 десятин земли товариществом (из неё 13,65 десятин сдано в аренду 8 хозяйствами), а 86,5 десятин земли было арендовано единолично у крестьян 24 хозяйствами. Посевная площадь составляла 237,80 десятин, из неё 121 десятину занимала рожь, 59,17 — греча, 32,42 — овёс, 16,84 — просо, 4,74 — горох, 3,38 — картофель и 0,25 десятины — конопля. Из скота имелась 111 лошадей, 148 голов крупного рогатого скота, 333 овцы и 94 свиньи, также 9 хозяйств держали 39 ульев пчёл. 3 человека занимались промыслами.
В апреле 1923 года деревня Ломоносово (Бильяза) вместе со всей Осоргинской волостью вошла в состав Булгаковской волости Уфимского кантона Башкирской АССР. 20 августа 1930 года произошло районирование Башкирской АССР, и деревня вошла в состав Чишминского района.
В 1939 и 1952 годах учитывается как деревня Ломоносовка Балагушевского сельсовета Чишминского района. В этот период деревня входила в состав колхоза «Заветы Ильича», с 1965 года — «Большевик».
В 1959 году — деревня Ломоносово Енгалышевского сельсовета того же района. С 1960-х годов — в нынешнем Новотроицком сельсовете.

## Население
| Год  | Методика              | Жителей | Мужчин | Женщин | Дворов | Преобладающие национальности/сословия               | Источники            |
| ---- | --------------------- | ------- | ------ | ------ | ------ | --------------------------------------------------- | -------------------- |
| 1865 | текущий учёт          | 140     | 69     | 71     | 16     | все русские                                         | [ 4 ]                |
| 1895 | текущий учёт          | 242     | 123    | 119    | 36     | н/д                                                 | [ 5 ]                |
| 1902 | сведения земства      | н/д     | 113    | н/д    | 33     | бывшие помещичьи крестьяне и крестьяне-собственники | [ 15 ]               |
| 1905 | текущий учёт          | 231     | 115    | 116    | 33     | н/д                                                 | [ 16 ]               |
| 1912 | подворная перепись    | 316     | 143    | 173    | 50     | бывшие помещичьи крестьяне из русских               | [ 7 ]                |
| 1917 | с/х перепись          | 303     | н/д    | н/д    | 46     | все русские                                         | [ 17 ]               |
| 1920 | перепись              | 300     | 121    | 179    | 50     | н/д                                                 | [ 9 ]                |
| 1920 | перепись              | 318     | н/д    | н/д    | 50     | все русские                                         | [ 18 ]               |
| 1925 | подготовка к переписи | н/д     | н/д    | н/д    | 60     | н/д                                                 | [ 9 ]                |
| 1939 | перепись              | 265     | 134    | 131    | н/д    | н/д                                                 | [ 11 ]               |
| 1959 | перепись              | 191     | 84     | 107    | н/д    | русские                                             | [ 13 ] [ 19 ]        |
| 1970 | перепись              | 130     | 53     | 77     | н/д    | русские                                             | [ 14 ] [ 20 ]        |
| 1979 | перепись              | 52      | 20     | 32     | н/д    | русские                                             | [ 21 ] [ 22 ]        |
| 1989 | перепись              | 14      | 7      | 7      | н/д    | русские                                             | [ 23 ] [ 24 ] [ 25 ] |
| 2002 | перепись              | 9       | 5      | 4      | н/д    | русские (89 %)                                      | [ 24 ] [ 26 ]        |
| 2010 | перепись              | 7       | 4      | 3      | н/д    | н/д                                                 | [ 27 ]               |
| 2021 | перепись              | 7       | н/д    | н/д    | н/д    | все русские                                         | [ 28 ]               |

## Инфраструктура
Производственных объектов и объектов бытового обслуживания в деревне нет. Есть кладбище площадью 0,8471 га. Уличная сеть деревни состоит из Дачной улицы протяжённостью 0,9 км без твёрдого покрытия.

### Комментарии
1. ↑  По официальным данным переписи.
2. ↑  По данным современного подсчёта по сохранившимся подворным карточкам.